# Villanueva del Río y Minas
Villanueva del Río y Minas é um município da Espanha na província de Sevilha, comunidade autónoma da Andaluzia, de área 152,62 km² com população de 5236 habitantes (2004) e densidade populacional de 34,31 hab/km².

## Demografia
| Variação demográfica do município entre 1991 e 2004 | Variação demográfica do município entre 1991 e 2004 | Variação demográfica do município entre 1991 e 2004 | Variação demográfica do município entre 1991 e 2004 |
| --------------------------------------------------- | --------------------------------------------------- | --------------------------------------------------- | --------------------------------------------------- |
| 1991                                                | 1996                                                | 2001                                                | 2004                                                |
| 6014                                                | 5953                                                | 5218                                                | 5236                                                |